# Alonsoa linearis
Alonsoa linearis es un arbusto ramificado de 1 a 1.5 m de alto de la familia Scrophulariaceae .  Es una especie endémica de América del Sur, se distribuye en Perú y Ecuador entre los 2500 y 3600 m s. n. m. Se desarrolla en lugares pedregosos y laderas, su floración inicia en enero y finaliza en mayo. 

## Descripción
Arbusto ramificado, de hojas lineares a estrechamente lanceo-ovadas, 4 veces más largo que ancho, de base y ápice agudo sus bordes son enteros y ocasionalmente aserradas. Las flores en racimo, cada una sostenida por una bráctea reducida, cáliz lanceolado, sépalos unidos en la base, la corola es de color naranja a rojo escarlata los estambres se encuentran insertártelos en la base. Los filamentos son de color amarillo, los ovarios son elipsoides, más pequeño que el estilo. El fruto es una cápsula de 5 - 18 mm de largo de forma lanceo-ovoide. 

## Propiedades
En la zona andina la planta Alonsoa linearis es utilizada para curar el susto,   mientras que las comunidades aymaras  utilizan las hojas en golpes y fracturas, también es conocida por sus propiedades anticonceptivas.  

## Galería

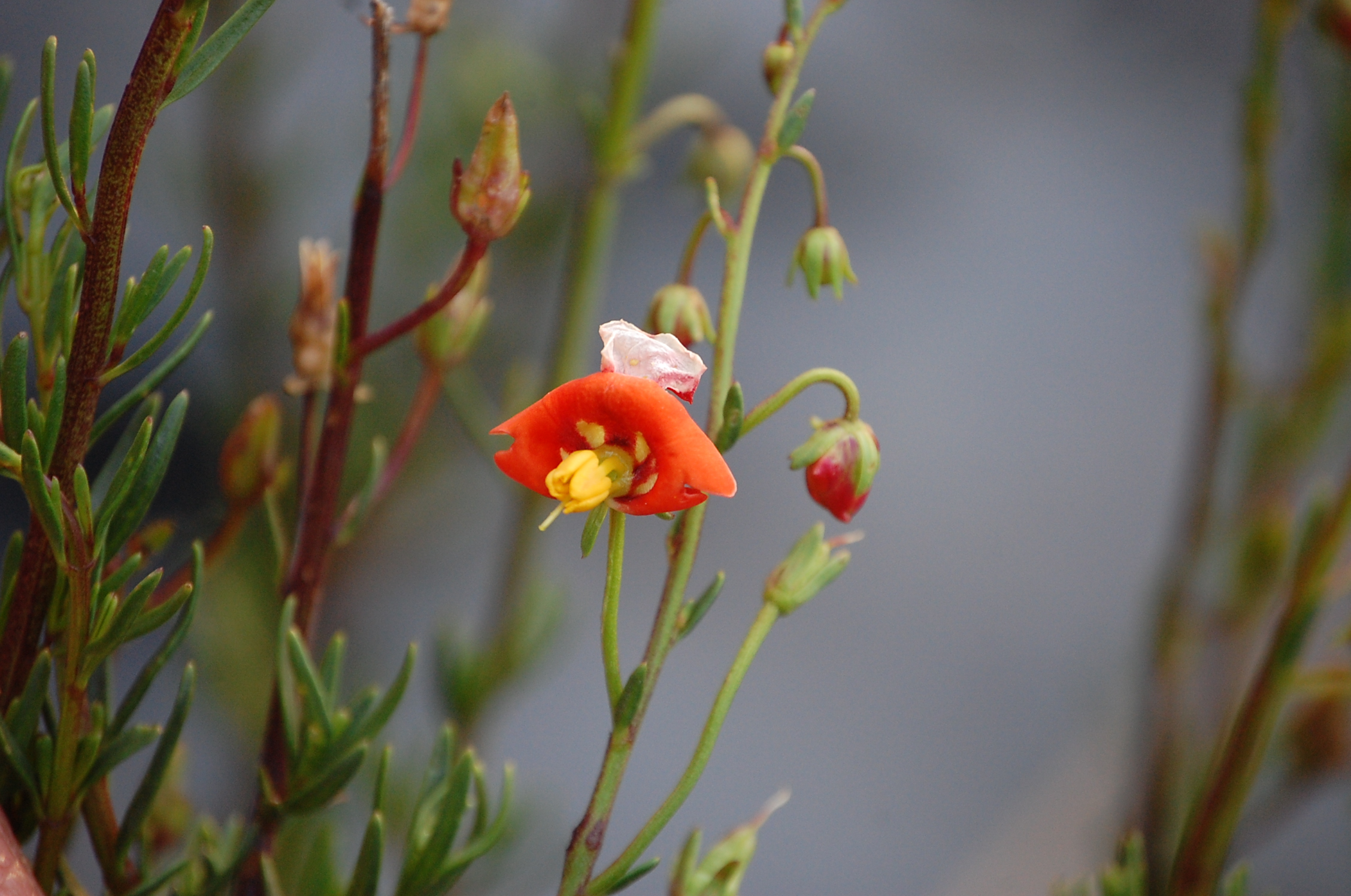
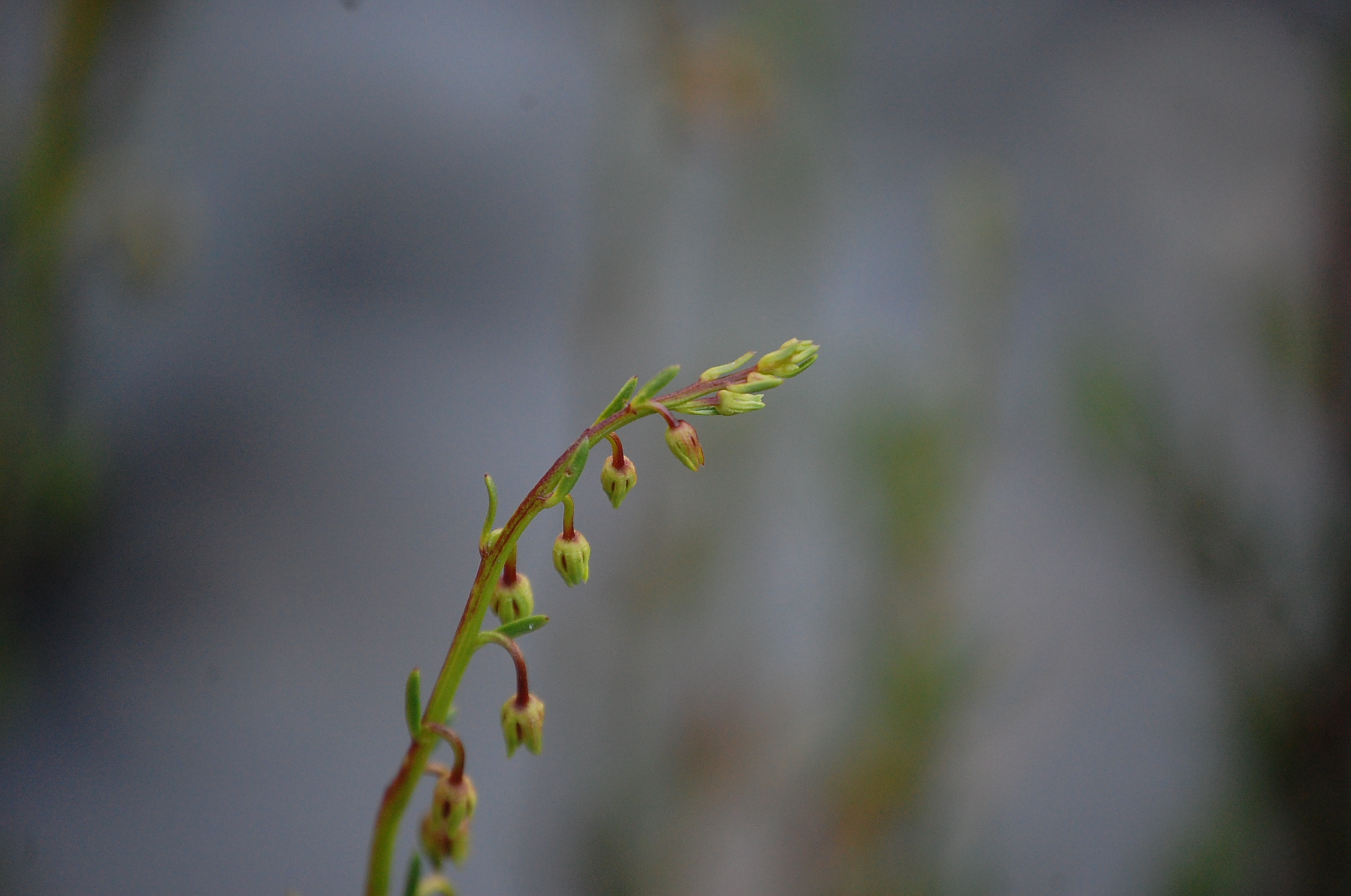
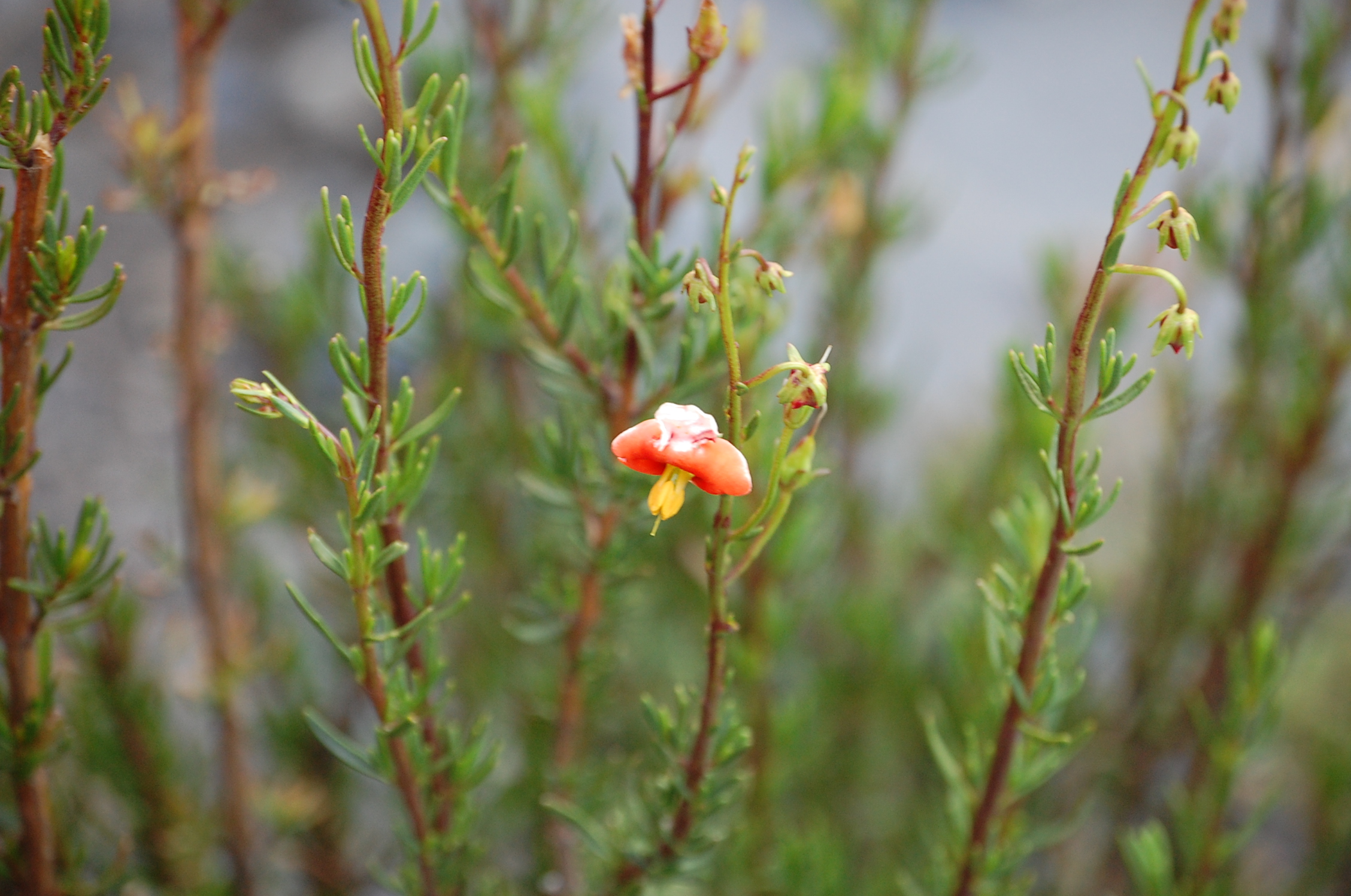
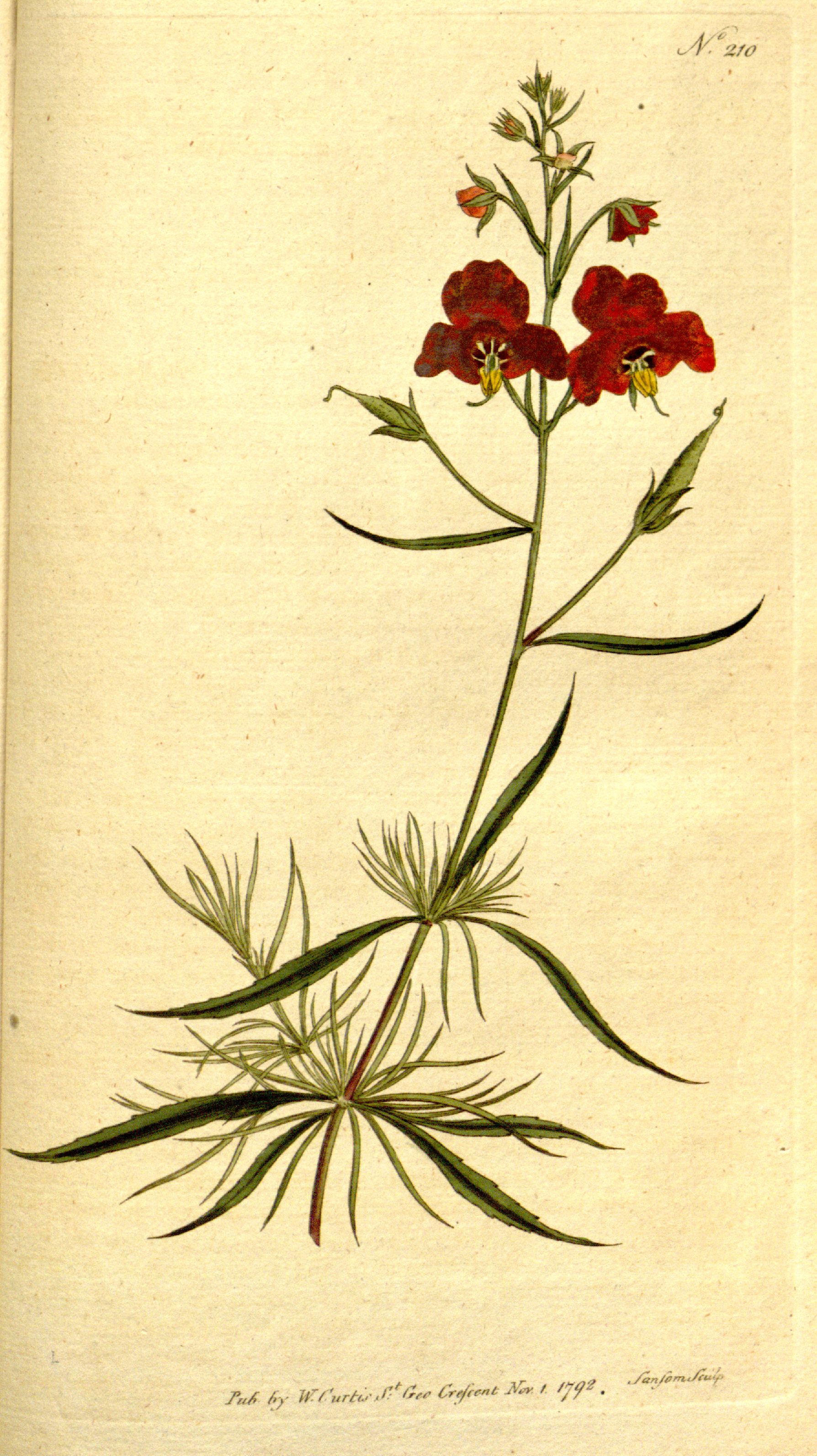

## Taxonomía
Sinonimia
- Alonsoa linearifolia Steud.
- Celsia linearis Jacq.
- Hemimeris linariifolia Kunth
- Hemimeris linearis (Jacq.) Pers.